# Jama Pekel
Jama Pekel (pol. „jaskinia Piekło”) – jaskinia krasowa znajdująca się w pobliżu wsi Zalog pri Šempetru w Słowenii.

## Nazwa
W całej Słowenii istnieje wiele oronimów, nazw regionalnych i mikrotoponimów o nazwie Pekel, czyli „piekło”. W geografii ludowej nazwa ta była używana metaforycznie do określenia przepaści, jaskiń, szybów i innych wąskich, ciemnych miejsc. Na przykład w Kropie istnieje ojkonim Pekel, pierwotnie odnoszący się do kuźni. Pokrewne semantycznie nazwy w Słowenii to Diabelska Dziura (słoweń. Vragova luknja) w osadzie Okrog oraz Diabelski Wąwóz (słoweń. Hudičev graben) w osadzie Parož. Ciemne, czarne wejście do jaskini sugerowało mieszkańcom, że w środku mieszka diabeł.
Inne opowieści o pochodzeniu nazwy mówią, że jedna ze skał w pobliżu wejścia miała przypominać kształtem diabła lub że ciepła para wodna unosząca się z jaskini zimą dawała wrażenie występujących tu mocy piekielnych.

## Opis
Jaskinia ma 1159 długości i posiada dwa poziomy korytarzy. Przez dolną część jaskini przepływa potok Peklenščica i wytryskuje tworząc najwyższy dostępny podziemny wodospad w Słowenii. Górna część jaskini jest sucha, ale pełna formacji jaskiniowych.

## Historia
Jaskinia datowana jest na ponad trzy miliony lat. Znaleziska ludzkich kości w jaskini dowodzą, że jaskinia służyła jako schronienie dla wczesnych mieszkańców Europy.
W 1860 roku w jaskini zostały ułożone drewniane kładki dla pieszych, dzięki czemu stała się ona dostępna dla zwiedzających. Jaskinia stała się bardziej znana w latach 1860–1870, kiedy została zbadana przez Antona Franza Reibenschuha, profesora z Graz. Pod koniec XIX wieku została również zbadana przez Ivana Kača, sekretarza miejskiego w Žalcu.
W 1969 roku w jaskini zmarł speleolog Anton Suwa. W 1972 roku jaskinię udostępniono zwiedzającym, a w następnym roku odwiedziło ją 25 000 osób. Od 1972 roku jaskinią zarządza lokalne stowarzyszenie turystyczne.